# Пальная (река)
Пальная — река в России, протекает по Рязанской области. Правый приток Вожи. Длина реки составляет 30 км. Площадь водосборного бассейна — 219 км².

## Течение
Река Пальная берёт начало у села Лялино. Течёт на северо-восток. Устье реки находится в 62 км по правому берегу реки Вожа, у посёлка Глебово-Городище.
Вдоль течения реки расположены следующие населённые пункты (от истока до устья): Лялино, Борисовское, Крупники, Старое Зимино, Свистово, Пальные.

## Притоки (км от устья)
- 6,6 км: река Луденка (лв.)[2][3]
- Раднужка (пр.)[3]
- Хлебенка (пр.)[3]
- 16 км: река Вязовка (пр.)[2]
- Журавка (лв.)[3]

## Данные водного реестра
По данным государственного водного реестра России относится к Окскому бассейновому округу, водохозяйственный участок реки — Ока от города Коломна до города Рязань, речной подбассейн реки — бассейны притоков Оки до впадения Мокши. Речной бассейн реки — Ока.
Код объекта в государственном водном реестре — 09010102012110000024824.